# Fine Young Cannibals

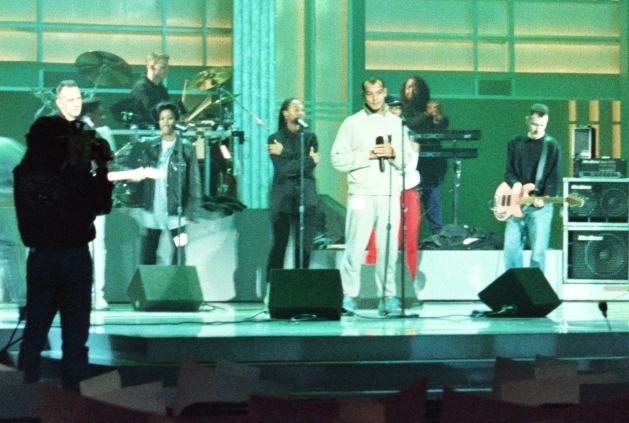
Fine Young Cannibals (1990)

Fine Young Cannibals (ook wel FYC genoemd) was een Britse band die vooral in de tweede helft van de jaren tachtig enkele grote hits scoorde. De band bestond uit Roland Gift, David Steele en Andy Cox. De naam van de band was afgeleid van de film All the Fine Young Cannibals, met Natalie Wood en Robert Wagner.

## Geschiedenis
De band werd in 1984 in Birmingham opgericht door Cox en Steele, ex-leden van The Beat. Op zoek naar een zanger (via een oproep op MTV) kwamen ze uit bij Roland Gift, een lokale acteur uit Hull die als zanger/saxofonist van skaband Akryklykz bij The Beat (maar ook The Specials en Madness) in het voorprogramma stond tijdens de 2 Tone-rage en een single uitbracht.
Op het debuutalbum FYC stonden de hits Johnny Come Home, Blue en Suspicious Minds, een Elvis-cover met medewerking van Jimmy Somerville. In 1987 scoorde FYC weer met een cover; Ever Fallen In Love van Buzzcocks.
Omdat Gift het in deze periode druk had met acteerklussen (Sammy and Rosie Get Laid) formeerden Cox en Steele het dance-project Two Men, A Drum Machine and a Trumpet; dit was zo'n succes dat ze ook werden gevraagd door andere artiesten (o.a. Wee Papa Girl Rappers en Pop Will Eat Itself).
Eind 1988 verscheen er weer een nieuwe FYC-plaat; The Raw and the Cooked met de hits She Drives Me Crazy (nummer 1 in zowel Engeland als de Verenigde Staten), Good Thing (in 1986 opgenomen), I'm Not the Man I Used to Be en I'm Not Satisfied. De bandleden vielen in de prijzen bij de Brit Awards maar gaven deze terug omdat ze niet met de Conservatieven geassocieerd wilden worden.
In 1990 nam FYC Love For Sale op voor het Red Hot and Blue album waarop artiesten nummers van Cole Porter coverden. Daarna kwam de groep tot stilstand omdat Gift de voorkeur gaf aan zijn acteercarrière en voor enige tijd naar Nieuw-Zeeland verhuisde.
In 1996 kwam FYC weer even bij elkaar om het I'm Not The Man-achtige The Flame op te nemen voor de hitverzamelaar The Finest; voorgaande successen werden echter niet geëvenaard.
Gift nam de groepsnaam over en bracht in 2002 en 2010 twee solo-albums uit. In 2012 verleende hij zijn medewerking aan het Specials-tribute-album Specialized en was hij te zien in de vooraf opgenomen oudejaarsspecial van Jools Holland die hem vervolgens als gastzanger uitnodigde bij diens tournee. In 2014 gaf Gift een aantal concerten onder eigen naam.

## Discografie

### Albums
| Album met eventuele hitnotering(en) in de Nederlandse Album Top 100 | Datum van verschijnen | Datum van binnenkomst | Hoogste positie | Aantal weken | Opmerkingen |
| ------------------------------------------------------------------- | --------------------- | --------------------- | --------------- | ------------ | ----------- |
| Fine Young Cannibals                                                | 1985                  | 01-02-1986            | 21              | 21           |             |
| The Raw & the Cooked                                                | 1988                  | 25-02-1989            | 10              | 34           |             |
| The Raw and the Remix                                               | 1990                  | -                     |                 |              |             |
| The Finest                                                          | 1996                  | -                     |                 |              |             |
| The Platinum Collection                                             | 2006                  | -                     |                 |              |             |

| Album met hitnotering(en) in de Vlaamse Ultratop 200 albums | Datum van verschijnen | Datum van binnenkomst | Hoogste positie | Aantal weken | Opmerkingen |
| ----------------------------------------------------------- | --------------------- | --------------------- | --------------- | ------------ | ----------- |
| The Finest                                                  | 1996                  | 07-12-1996            | 39              | 4            |             |

### Singles
| Single met eventuele hitnotering(en) in de Nederlandse Top 40 | Datum van verschijnen | Datum van binnenkomst | Hoogste positie | Aantal weken | Opmerkingen                                                         |
| ------------------------------------------------------------- | --------------------- | --------------------- | --------------- | ------------ | ------------------------------------------------------------------- |
| Johnny Come Home                                              | 1985                  | 13-07-1985            | 21              | 7            | Nr. 10 in de Nationale Hitparade                                    |
| Suspicious Minds                                              | 1985                  | 05-04-1986            | 31              | 3            | Nr. 21 in de Nationale Hitparade                                    |
| Ever Fallen in Love                                           | 1987                  | 28-03-1987            | 35              | 3            | Nr. 34 in de Nationale Hitparade Top 100 / TROS Paradeplaat Radio 3 |
| She Drives Me Crazy                                           | 1988                  | 28-01-1989            | 3               | 10           | Nr. 5 in de Nationale Hitparade Top 100 / Alarmschijf               |
| Good Thing                                                    | 1989                  | 13-05-1989            | 26              | 5            | Nr. 36 in de Nationale Hitparade Top 100                            |
| I'm Not the Man I Used To Be                                  | 1989                  | 03-02-1990            | 29              | 3            | Nr. 29 in de Nationale Top 100                                      |

| Single met hitnotering(en) in de Vlaamse Ultratop 50 | Datum van verschijnen | Datum van binnenkomst | Hoogste positie | Aantal weken | Opmerkingen |
| ---------------------------------------------------- | --------------------- | --------------------- | --------------- | ------------ | ----------- |
| Johnny Come Home                                     | 1985                  | 10-08-1985            | 8               | 6            |             |
| Blue                                                 | 1985                  | 30-11-1985            | 34              | 2            |             |
| Suspicious Minds                                     | 1985                  | 01-03-1986            | 22              | 3            |             |
| Ever Fallen in Love                                  | 1987                  | 04-04-1987            | 28              | 2            |             |
| She Drives Me Crazy                                  | 1988                  | 04-02-1989            | 2               | 12           |             |
| Good Thing                                           | 1989                  | 29-04-1989            | 13              | 8            |             |
| Don't Look Back                                      | 1989                  | 09-09-1989            | 38              | 1            |             |
| The Flame                                            | 1996                  | 16-11-1996            | tip15           | -            |             |

### NPO Radio 2 Top 2000
| Nummer met noteringen in de NPO Radio 2 Top 2000 | '00  | '01 | '02  | '03  | '04  |
| ------------------------------------------------ | ---- | --- | ---- | ---- | ---- |
| She Drives Me Crazy                              | 1630 | -   | 1872 | 1884 | 1955 |

1. ↑  Een '-' betekent dat het nummer niet was genoteerd en een vetgedrukt getal geeft de hoogste notering aan.
2. ↑  2000 was het eerste jaar met een notering voor dit nummer.
3. ↑  Deze tabel is bijgewerkt tot en met de laatste editie (2024).